# 7,5 mm GP1890
La munition GP 1890 (pour Gewehr Patronen 1890) a été développée par le colonel Eduard-Alexandre Rubin (17.7.1846 - 6.7.1920) pour le fusil Schmidt-Rubin Modèle 1889 du colonel Rudolf Schmidt (28.6.1832 - 1898).

Abrégée GP 90, il ne faut pas la confondre avec la cartouche pour fusil 1990 ou 5,6 mm Suisse, abrégée Gw Pat 90 (Cart 5,6 mm 90 F en français).

## Histoire
- 1881

Le major Eduard Rubin, directeur de la Fabrique fédérale de munitions à Thoune expérimente un projectile de 9 mm à manteau de cuivre qui devait éviter le plombage du canon.

- 1883

Il teste des projectiles de 8 et 7,5 mm à charge de poudre noire comprimée.

Dans le même temps, le professeur Hebler Privat-docent à l’École polytechnique fédérale de Zurich qui suit une voie parallèle, habille ses balles d'une chemise en tôle d'acier à la place du revêtement de cuivre.

Cette chemise coûte moins cher et assure au projectile une meilleure pénétration avec une déformation limitée à l'impact.

La poudre noire produit 57 % de résidus et le fulmicoton inventé par le professeur Schonbein de Bâle en 1846 manque de stabilité. Sa combustion irrégulière et la détérioration des canons empêchent son utilisation dans les armes à feu portatives.

- 1884

L'ingénieur Paul Vieille réussit à  «dompter» le fulmicoton et crée la poudre sans fumée (coton-poudre gélatinisé après dissolution dans un mélange d'alcool et d'éther).

## Développement

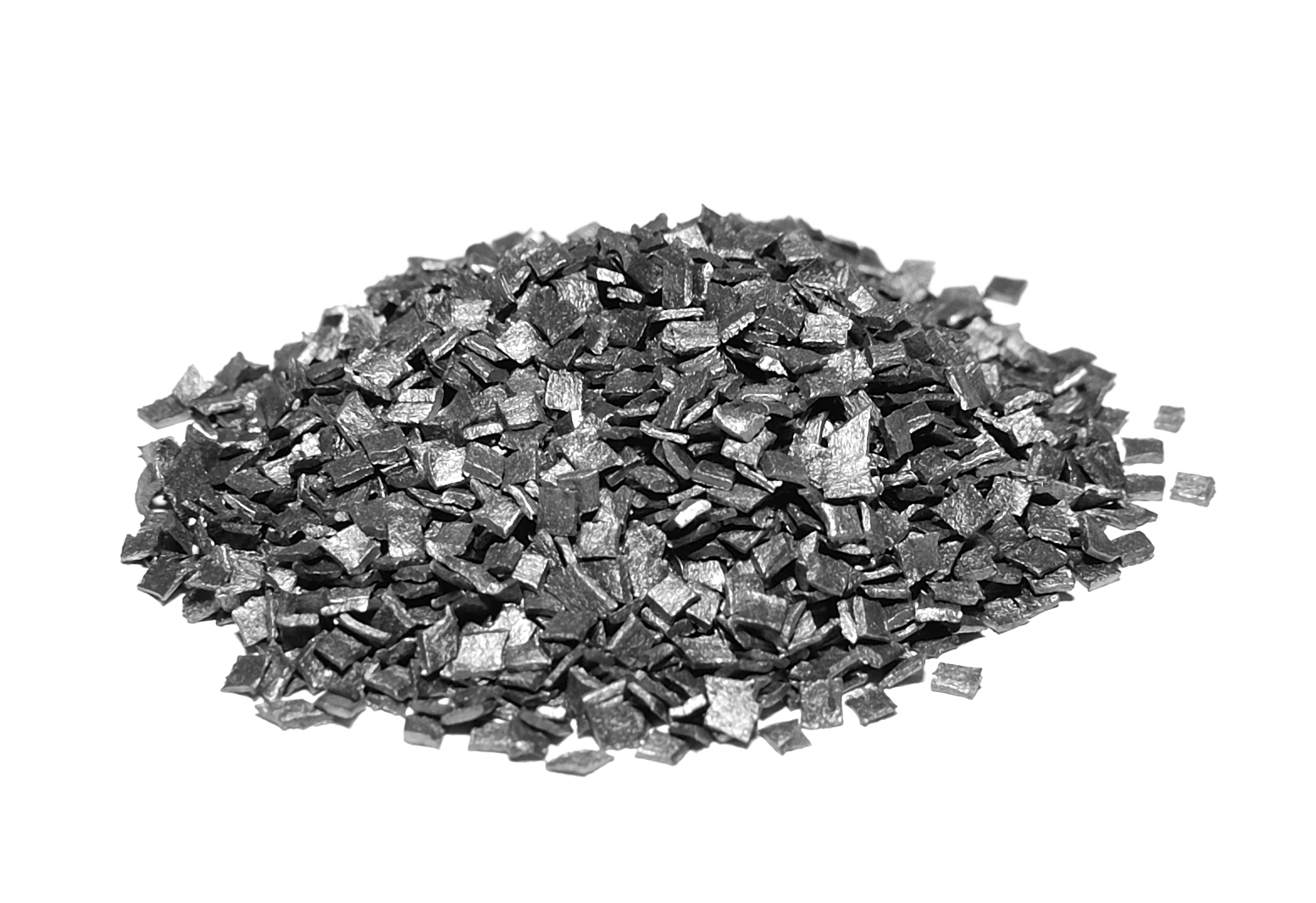
Poudre propulsive PC 88 d'une cartouche GP 90/23

En 1887, la "poudre-composition 88" (P.C.88) à base de fulmicoton est mise au point par le chef du contrôle des munitions à Thoune M. Erhard Schenker et le chimiste M. Amsler fils.
Fabriquée à la poudrière de Worblaufen, elle est utilisée pour le Vetterli (qui abandonne la poudre noire) sous le nom de P.C. 89 d'où sortiront en 1890 12 millions de cartouches.
Il existe trois variantes de la GP 1890;
- La GP 1890 (7 janvier 1890 - 1902)
- La GP 1890/03 (décembre 1902 - 1911)

Les deux premières (7,5 x 53,5) sont montées d'une balle de 13,8 grammes (213 grains) calpinées et graissées avec de la vaseline.
 
Trop corrosif, la teneur en fulminate de mercure de l'amorce de la GP 90 (48,68 %) est revue à la baisse pour la GP 90/03 (40 %).

- La GP 1890/23 (9 janvier 1923 - 1924)

La cartouche comprend un étui plus long de 1 mm (7,5 x 54,5 mm), un projectile de 12,3 gammes (190 grains) entièrement chemisé et une charge de 33,7 grains de poudre PC 88.

La GP 90/23 est conçue pour les armes qui se positionnent après le fusil Schmidt-Rubin Modèle 1889 et qui ne peuvent supporter la puissance de la 7,5 × 55 mm GP11.

Les GP 90, 90/03, 90/23 se décline en 9 variantes différentes, tous modèles confondues.

## Caractéristiques techniques de la cartouche GP 1890
- Calibre : 7,5 × 53,5 mm

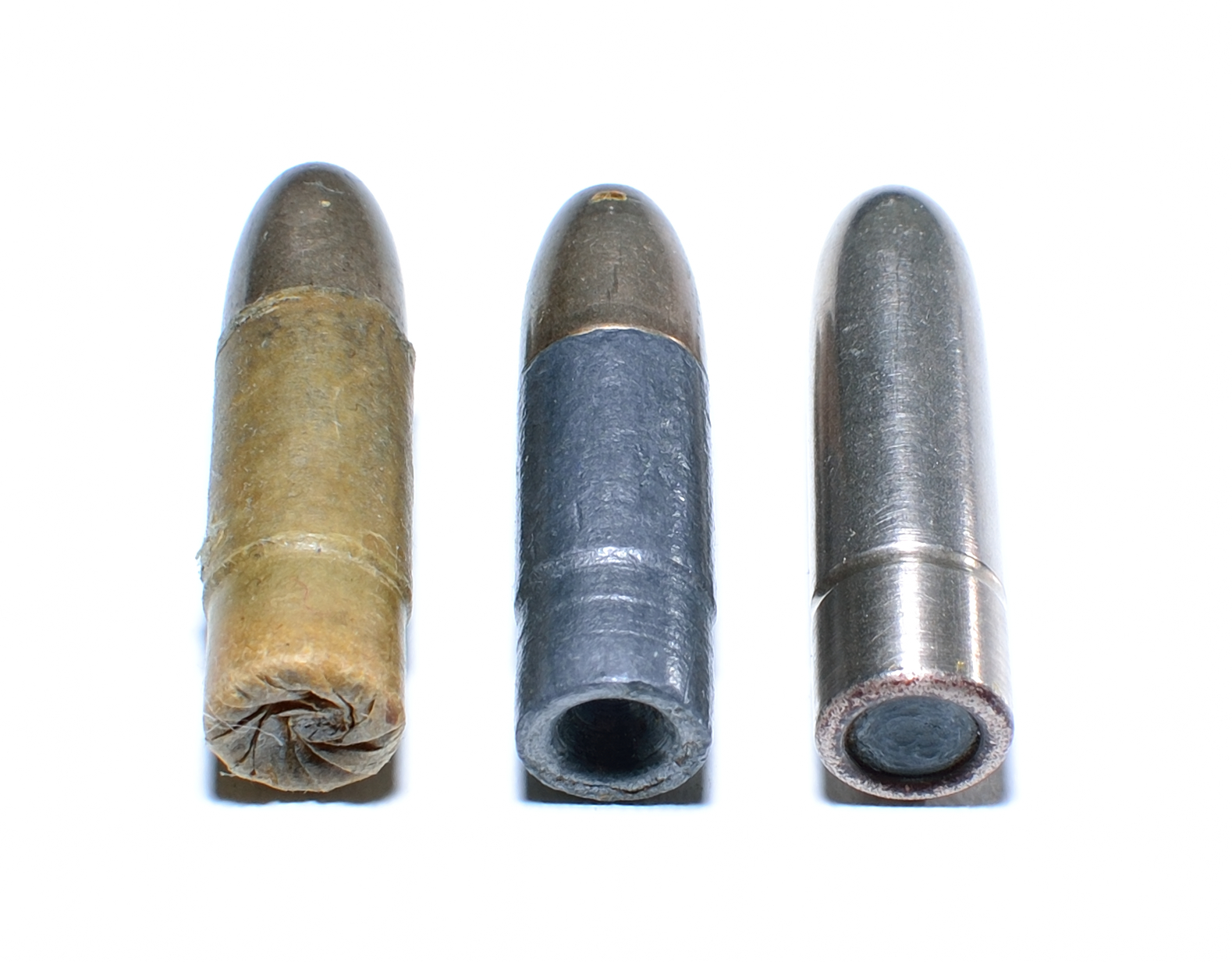
Balles GP 90, GP 90 (sans calpinage), GP 90/23

- Longueur de la cartouche : 77,7 mm
- Vitesse à 25 mètres : 600 m/s
- Poids de la cartouche : 27,5 g
- Poids de la balle : 13,8 g (213 grains) avec à l’arrière une cavité conique de 3 mm
- Longueur de la balle : 28,7 mm
- Diamètre le plus fort : 8,15 mm
- Composition de la balle : balle cuirassée cylindro-hémisphérique en plomb (99 %) antimoine (1 %) avec une calotte en acier sur 11 mm
- Résistance à l'arrachement : 40 kg, (30 kg pour la GP 90/23)
- Poids de l'étui : 11 g
- Composition de l'étui : laiton
- Longueur de l'étui : 53,5 mm
- Poids de la poudre : 1,9 g (27 grains à 31 grains)
- Matière propulsive : PC 88 fulmicoton essentiellement composée de nitrocellulose (semi-smokeless)
- Amorçage : de type Berdan, 0,040 g de fulminate de mercure non corrosif. (0,058 g pour la GP 1890/03)
- Pression maximum à l'intérieur du canon : 2 600 atm  (2 200 atm pour la GP 90/23)

|                            | 25 m | 300 m | 500 m | 1 000 m | 1 500 m | 2 000 m |
| -------------------------- | ---- | ----- | ----- | ------- | ------- | ------- |
| Planches de sapin          | 39   | 38    | 31    | 15      | 12      | 10      |
| Poutres de sapin de pointe | 36   | 85    | 64    | 31      | 18      | 14      |
| Poutres de sapin de champ  | 31   | 48    | 42    | 20      | 14      | 13      |
| Mur en briques             | 14   | 15    | 15    | 4       | 3       | 2       |
| Tôle de fer                | 1,2  | 0,9   | 0,7   | 0,3     | 0,25    | 0,2     |
| Sable ou gravier           | 23   | 25    | 32    | 34      | 27      | 25      |
| Terre labourable           | 36   | 62    | 61    | 44      | 41      | 38      |
| Terre glaise               | 34   | 66    | 72    | 48      | 43      | 40      |

Le tir à très courte distance dans des matériaux tels que le sable ou la terre, entraine une déformation rapide du projectile qui freine rapidement sa pénétration.

## Emballages
- Les cartouches sont placées par six dans les chargeurs.

Chargeur brun pour les cartouches à balles.
Chargeur vert pour les cartouches à blanc.
Chargeur rouge pour les cartouches de manipulation.
Les chargeurs sont réunis par 10 en un paquet (60 cartouches) avec trois chiffons de coton pour le nettoyage.
- Les paquets sont réunis

soit par 8 dans une boîte (480 cartouches)
soit par 20 dans une caisse (1200 cartouches)
Les paquets reçoivent une étiquette blanche pour les cartouches à balles et verte pour les cartouches à blanc.)

Le caisson d'infanterie modèle 1894 se compose de l'avant et de l'arrière-train, ses roues sont interchangeables avec la voiture sanitaire du régiment et du fourgon d'infanterie 1899.

Le caisson contient 36 boîtes de cartouches (17280 cartouches). La partie supérieure du coffre de l'arrière-train contient des cartouches de pistolet et de revolver.